# Mouterre-Silly
Mouterre-Silly település Franciaországban, Vienne megyében. Lakosainak száma 621 fő (2022. január 1.). Mouterre-Silly Angliers, Arçay, Chalais, Glénouze, Loudun, Martaizé, Moncontour, Saint-Laon és Les Trois-Moutiers községekkel határos.

## Népesség
A település népességének változása:
| Lakosok száma | 685  | 671  | 679  | 663  | 661  | 661  | 659  | 640  | 621  |
|               | 2013 | 2015 | 2016 | 2017 | 2018 | 2019 | 2020 | 2021 | 2022 |